# Euxesta guianica
Euxesta guianica är en tvåvingeart som beskrevs av Charles Howard Curran 1934.
Euxesta guianica ingår i släktet Euxesta och familjen fläckflugor. Artens utbredningsområde är Guyana. Inga underarter finns listade i Catalogue of Life.